# 诺阿耶 (塔恩省)
诺阿耶（法語：Noailles，法語發音：[nɔaj]）是法国奧克西塔尼大區塔恩省的一个市镇，属于阿尔比区。

## 地理
诺阿耶（44°0'37"N, 1°59'5"E）面积11.59 平方千米，位于法国奧克西塔尼大區塔恩省，该省份为法国南部内陆省份，北起顺时针与阿韦龙省、埃罗省、奥德省、上加龙省和塔恩-加龙省接壤。
与诺阿耶接壤的市镇（或旧市镇、城区）包括：塞斯泰罗尔、多纳扎克、利弗尔卡泽勒、苏埃勒、韦尔河畔新城。

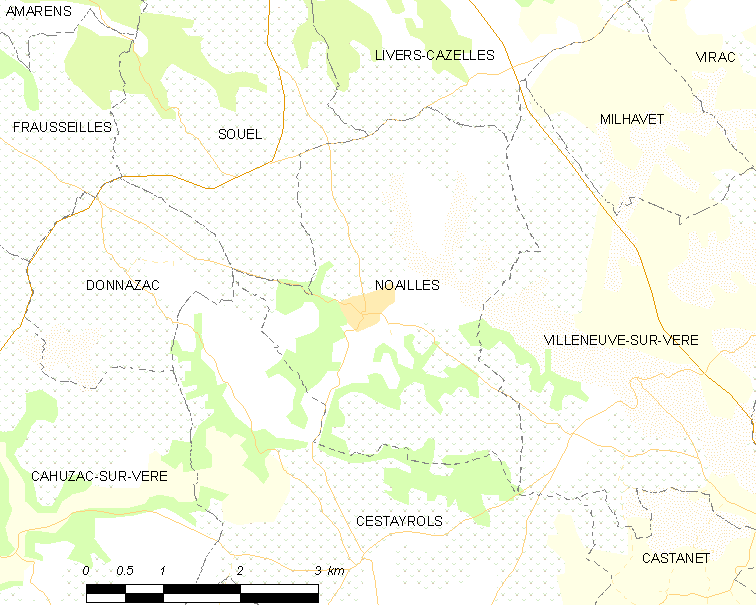
的OSM定位图

诺阿耶的时区为UTC+01:00、UTC+02:00（夏令时）。

## 行政
诺阿耶的邮政编码为81170，INSEE市镇编码为81197。

## 政治
诺阿耶所属的省级选区为卡尔莫第二县。

## 人口

1962-2008年间人口变化图示

诺阿耶于2022年1月1日时的人口数量为207人。